# Николай (Пирский)
Архиепископ Николай (в миру Николай Васильевич Пирский; 7 (19) апреля 1857, село Солошино, Кобелякский уезд, Полтавская губерния — 9 июня 1935, Полтава) — епископ Русской православной церкви, архиепископ Полтавский; до революции — священник, общественный и политический деятель. Депутат Государственной думы Российской империи II созыва.

## Биография
В 1877 году окончил Полтавскую духовную семинарию, после чего до 1880 года работал народным учителем.
2 ноября 1880 года рукоположён в сан священника и назначен настоятелем храма Рождества Богородицы в селе Солошино и законоучитель Дейнековского народного училища и Солошинской церковно-приходской школы.
С 1886 года — законоучитель Солошинской школы грамоты.
С 1887 года — окружной наблюдатель церковных школ.
С 1888 года — товарищ (заместитель) председатель Кобелякского уездного отделения Полтавского епархиального училищного совета, затем настоятель храма Иоанна Предтечи в городе Прилуки Полтавской губернии, прилукский уездный наблюдатель церковных школ, член Прилукской городской думы от духовенства.
27 июля 1899 года назначен клириком Крестовоздвиженского собора в Кобеляках и благочинным Кобелякских городских церквей. В 1905 году назначен настоятелем данного собора с возведением в сан протоиерея.
С октября 1908 года — штатный законоучитель Кобелякской мужской гимназии.
В 1890—1900-х годах опубликовал в «Полтавских епархиальных ведомостях» ряд статей по истории храмов и населённых пунктов Полтавской губернии. Председатель Кобелякского отдела «Союза русского народа». Организатор отделов «Русского собрания» в Полтавской губернии. Землевладелец (100 десятин церковной земли).
11 февраля 1907 года избран во вторую Государственную Думу от общего состава выборщиков Полтавского губернского избирательного собрания. Входил в группу умеренно правых. В общих заседаниях второй думы не выступал.
После роспуска второй государственной думы становится гласным Кобелякского уездного земства от духовного ведомства, председателем Кобелякского уездного отделения Полтавского епархиального училищного совета, директором Кобелякского уездного отделения Попечительного о тюрьмах комитета и законоучителем Кобелякской мужской и женской городских гимназий.
Овдовел, принял монашеский постриг.
2-5 сентября 1922 было на совещании православных архиереев принято решение «в связи с распространением расколов самосвятского и обновленческого необходимо для борьбы с ними увеличить количество викариатств Полтавской епархии», в числе которых было учреждено и Кобелякское.
3 января 1923 года в Полтаве хиротонисан во епископа Кобелякского и Кременчугского, викария Полтавской епархии. Хиротонию совершили: архиепископ Григорий (Лисовский), епископ Пётр (Киреев) и Феофил (Булдовский).
В феврале того же году уклонился в обновленчество, за что Патриаршим экзархом Украины Михаилом (Ермаковым) был запрещён в священнослужении.
Приносил покаяние Патриарху Тихону, но затем опять уклонился в обновленчество.
В мае 1925 года участвовал в работе Второго всеукраинского обновленческого поместного собора.
В июне 1925 года назначен обновленческим епископом Балтским и Молдавским[уточнить] с возведением в сан архиепископа.
В декабре 1925 года примкнул к автокефальному архиепископу Полтавскому Григорию (Лисовскому) в качестве викарного епископа Кобелякского и Кременчугского с кафедрой в Крестовозвиженском соборе города Кобеляки.
В марте 1927 года после смерти архиепископа Григория (Лисовского) предпринял неудачную попытку вернуться в ведение Всероссийского обновленческого синода.
В мае 1928 года принёс покаяние митрополиту Сергию (Страгородскому) и назначен им епископом Роменским, викарием Полтавской епархии.
В 1931 году назначен архиепископом Новоград-Волынским и управляющим Волынской епархией.
С 13 мая 1932 года — архиепископ Полтавский с кафедрой в Макариевской церкви Полтавы.
Скончался 9 июня 1935 года. Могила архиепископа на старом монастырском кладбище возле Полтавского Крестовоздвиженского монастыря рядом с могилой епископа Илариона (Юшенова).